# Acrolophus mimasalis
Acrolophus mimasalis är en fjärilsart som beskrevs av Walker 1858. Acrolophus mimasalis ingår i släktet Acrolophus och familjen Acrolophidae. Inga underarter finns listade i Catalogue of Life.